# Hawick
Hawick é uma cidade da região escocesa de Scottish Borders com 16.333 h. (2004), banhada pelo rio Teviot.
Nas suas redondezas fica o Castelo Branxholme, cenário de Lay of the last minstrel, de Walter Scott.
A cidade produz bordados e produtos químicos. Sua população em 2016 era de 13.740 habitantes.